# Matrixschaltung
Matrixschaltung ist eine Bezeichnung für zwei elektronische Grundschaltungen.

## Matrixförmige Anordnung mehrerer Bauelemente
Zum einen ist eine Matrixschaltung ein elektronisches Verfahren, um mehrere Verbraucher oder Sensoren mit wenigen elektronischen Schaltern ansteuern zu können. Sie wird beispielsweise beim Ansteuern von LEDs oder der Abfrage der Tasten in Computertastaturen angewendet.
Für die Matrixschaltung werden die Einzelelemente elektrisch gesehen in Spalten und Zeilen angeordnet und beispielsweise alle Pluspole der Verbraucher zeilenweise verbunden, während alle Minuspole Spaltenweise verbunden werden. Sobald nun eine bestimmte Spalte und eine bestimmte Zeile mit der Versorgungsspannung verbunden werden, beginnt Strom durch den Verbraucher zu fließen, der im Schnittpunkt der angeschlossenen Zeile und Spalte liegt. Wenn mehrere Verbraucher eingeschaltet werden sollen, so kann die Ansteuerung hinreichend schnell hintereinander erfolgen. Ggf. wird eine Pufferung der Verbraucher vorgenommen, um einen kontinuierlichen Betrieb des Verbrauchers sicherzustellen. Vielfach wird auf einen kontinuierlichen Betrieb verzichtet, wenn intermittierender Betrieb ausreicht; beispielsweise reicht bei LED-Anzeigen die Trägheit des menschlichen Auges aus, um dennoch beim Betrachter einen kontinuierlichen Seheindruck zu hinterlassen.

## Durchführen einer linearen Abbildung
Zum anderen wird mit Matrixschaltung eine Schaltung bezeichnet, die einem Eingangsvektor einen Ausgangsvektor zuordnet, indem  eine lineare Abbildung durchgeführt wird. Vielfache Anwendung finden Matrixschaltungen zur Erzeugung von RGB-Signalen aus YUV-Signalen und umgekehrt (Fernsehtechnik) sowie zur Erzeugung von Signalen für linken und rechten Kanal aus MS-Stereo-Signalen und umgekehrt (Hörfunk- und Tonstudiotechnik).